# Parafia Podwyższenia Krzyża Świętego w Bukowsku

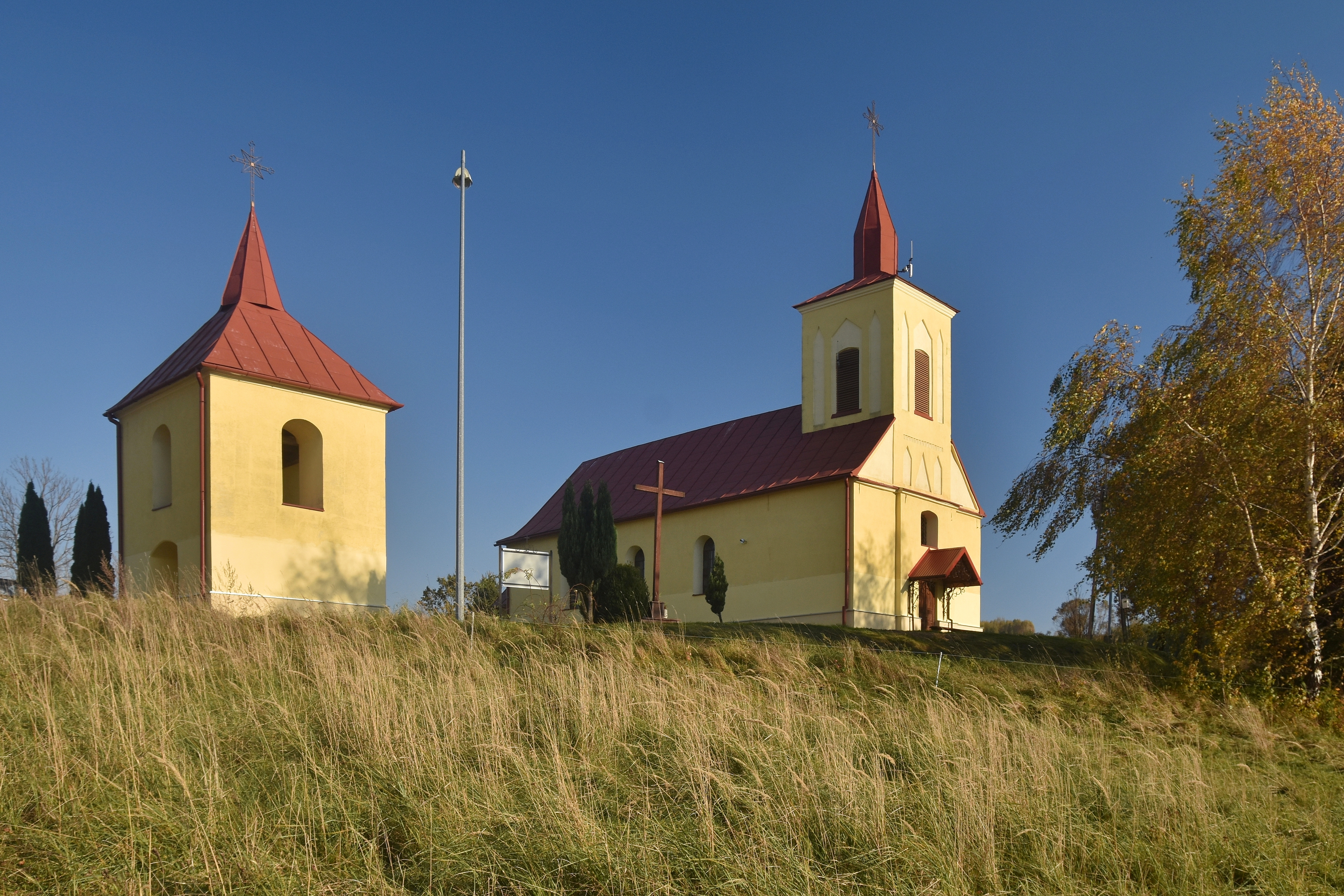
Kościół filialny w dawnej cerkwi w Wolicy

Parafia Podwyższenia Krzyża Świętego w Bukowsku – parafia rzymskokatolicka należąca do archidiecezji przemyskiej, w dekanacie Sanok I. 

## Historia
Pierwsza wzmianka źródłowa o osadzie Bukowsko pochodzi z 25 czerwca 1361 roku, kiedy to król Kazimierz Wielki nadał te ziemie – należące do Parafii św. Piotra w Bukowsku – Pawłowi i Piotrowi z Węgier. W Bukowsku istniał najstarszy po Sanoku kościół w okolicy. 15 czerwca 1624 roku podczas najazdu Tatarów, zostały spalone wieś, dwór, kościół, wiele ludzi zabrano do niewoli w jasyr. Część z nich powróciła potem do rodzinnych stron, bowiem Tatarzy, rozbici pod Haliczem przez hetmana Koniecpolskiego, porzucili jeńców i zdobycz. 
Przez ponad 80 lat Bukowsko z powodu braku kościoła przynależało do parafii w Nowotańcu. W 1710 roku staraniem wojewody wołyńskiego Stanisława Stadnickiego i hr. Józefa Ossolińskiego zbudowano drewniany kościół. 10 maja 1748 roku dekretem bpa Wacława Hieronima Sierakowskiego parafia w Bukowsku została reaktywowana, a pierwszym proboszczem został ks. Jan Starzecki. Do parafii wówczas należały: Wisłok, Karlików, Przybyszów, Wolica, Tokarnia, Piotrowa Wola, Kamienne, Płonne, Wysoczany, Osławica, Radoszyce, Kulaszne, Węgrzynowice, Komańcza, Szczawne, Wola Krośnieńska, Rzepedź, Łupków, Turzańsk. W 1755 roku kościół został konsekrowany pw. Podwyższenia Krzyża Świętego. 
Opis drewnianego kościoła w Bukowsku z 1772 roku podaje, że była to drewniana świątynia z zakrystią, pokryta gontem z kopułką przeznaczoną na sygnaturkę. Obok stała dzwonnica zaopatrzona w dwa dzwony. We wnętrzu kościoła znajdowało się 5 ołtarzy. Świątynia otoczona była cmentarzem grzebalnym. Obok stała plebania oraz stajnia i dwie stodoły. W 1804 roku odnotowano  również, że kościół stał na fundamentach murowanych. Jego wartość oszacowano wówczas na 500 złotych reńskich. Na uposażenie parafii składały się pola plebańskie fundacji hr. Józefa Ossolińskiego, ciągnące się od kościoła do granicy z Nowotańcem. Do pomocy probostwa składali się w 1772 roku Michał i Anna Dąbrowscy oraz Franciszek Królicki z synami Piotrem i Kazimierzem, mieszkańcy bukowscy
W latach 1882–1886 zbudowano obecny murowany kościół, który 1 czerwca  1897 roku został konsekrowany przez bpa Jakuba Glazera. W 1911 roku artysta Leonard Winturowski wykonał polichromię. 
W 1938 roku na terenie parafii było 2 780 rzymsko-katolików, 6 000 grekokatolików i 700 Żydów, a w skład parafii wchodziły: Bukowsko, Bełchówka, Kamienne, Karlików, Korzuszne, Płonna, Przybyszów, Ratnawica, Tokarnia, Wolica, Wola Piotrowa, Wysoczany, Zboiska. Podczas II wojny światowej kościół został poważnie uszkodzony, a w 1946 roku bandy UPA spaliły całą miejscowość
Na ogrodzeniu kościoła 15 września 1996 roku została odsłonięta tablica pamiątkowa honorująca ofiary walk i prześladowań z okresu II wojny światowej pochodzących z Bukowska i okolic, w tym czterech oficerów i funkcjonariuszy zamordowanych w ramach zbrodni katyńskiej w 1940 roku: Stanisław Chorążek Stanisław Kowalik, Jan Krawiec i Władysław Wilecki.
Parafia posiada kościół filialny pw. św. Piotra i Pawła we Wolicy.
W roku 2011 wieś Bukowsko i parafia obchodziły 650-lecie swego powstania.
Na terenie parafii jest 2 327 wiernych (w tym: Bukowsko – 1 690, Karlików – 118, Płonna – 6, Tokarnia – 186, Wola Piotrowa – 38, Wolica – 280).
Proboszczowie parafii:
Na przestrzeni dziejów proboszczami parafii byli m.in.: ks. Ferdynand Golikowski (od 1861), ks. Jan Jakubowski (1873–1885),  ks. Jan Stoch (od 1885), ks. Józef Chmurowicz, ks. Franciszek Majewski (od 1925),  ks. Jan Baj (administrator), ks. Adam Garbacik (administrator), ks. Stanisław Kopeć (od 1977).

## Grupy parafialne
Żywy Różaniec, Oaza Rodzin, Ministranci

## Dane statystyczne
| Zestawienie za rok 2006:       | Razem |
| ------------------------------ | ----- |
| liczba ochrzczonych            | 30    |
| liczba dzieci do I Komunii św. | 33    |
| liczba bierzmowanych           | 47    |
| liczba ślubów                  | 9     |
| liczba zgonów                  | 22    |

## Odpusty
- 29 czerwca w dniu św. ap. Piotra i Pawła
- 14 września w dniu Podwyższenia Krzyża Świętego

## Księgi metrykalne
| Liber Baptisatorum | Księga zapowiedzi przedmałżeńskich                                                                                 | Liber Copulatorum                                                            | Liber Mortuorum                                                            |
| --- | --- | ---------------------------------------------------------------------------- | -------------------------------------------------------------------------- |
| - Vol. IV 1802–1828 - Vol. V 1828-1834 - Vol. VI 1834-1841 - Vol. VII 1842-1859 - Vol. VIII 1859-1877 - Vol. X 1893-1940 - Vol. XI 1941- | - Vol. I 1787–1829 - Vol. II 1829-1834 - Vol. III 1835-1850 - Vol. IV 1850-1883 - Vol. V 1884-1974 - Vol. VI 1975- | - Vol. II 1850–1898 - Vol. III 1899-1935 - Vol. IV 1936-1975 - Vol. VI 1976- | - Vol. I 1790–1819 - Vol. II 1819-1833 - Vol. IV 1847-1889 - Vol. VI 1958- |